# Australembia incompta
Australembia incompta is een insectensoort uit de familie Australembiidae, die tot de orde webspinners (Embioptera) behoort. De soort komt voor in Queensland (Australië).
Australembia incompta is voor het eerst wetenschappelijk beschreven door Ross in 1963.